# Florence Duperval Guillaume

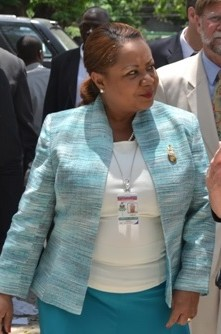
Florence Duperval Guillaume

Florence Duperval Guillaume, một chính trị gia Haiti, là Bộ trưởng Bộ Y tế và Dân số của Haiti, và giữ chức Thủ tướng Haiti từ ngày 20 tháng 12 năm 2014 đến ngày 16 tháng 1 năm 2015.